# Christine Craig
Christine Craig (sinh ngày 24 tháng 6 năm 1943) là một nhà văn người Jamaica sống ở Florida, Hoa Kỳ. Cô đã xuất bản các tập thơ và truyện ngắn, cũng như tiểu thuyết thiếu nhi và một số tác phẩm phi hư cấu.

## Tiểu sử
Christine Craig sinh ra ở Kingston, Jamaica và lớn lên ở vùng nông thôn Saint Elizabeth. Cô nhận bằng cử nhân của Đại học Tây Ấn. Năm 1970, cô xuất bản tác phẩm đầu tiên của mình, Emanuel và Con vẹt của anh, một cuốn sách thiếu nhi. Cô bắt đầu xuất bản thơ vào cuối những năm 1970 và xuất bản tập thơ đầu tiên của mình, Quadrille for Tigerers, vào năm 1984. Năm 1993, Craig xuất bản một tập truyện ngắn mang tên Trà bạc hà. Cô cũng nghiên cứu, viết và trình bày một loạt các câu chuyện về lịch sử Jamaica cho truyền hình trẻ em.
Craig dạy kèm văn học tiếng Anh tại Đại học West Indies và là giáo sư phụ trợ tại Đại học Barry ở Florida. Năm 1989, cô tham gia Chương trình Viết quốc tế tại Đại học Iowa. Cô là biên tập viên ở Miami cho The Jamaica Gleaner từ 1990 đến 1998. Sau đó, cô chuyển đến Fort Lauderdale, Florida.

## Tác phẩm được chọn
- Emanuel và con vẹt của ông (Nhà xuất bản Đại học Oxford, 1970)
- Emanuel đi vào thị trường, tiểu thuyết của trẻ em (Nhà xuất bản Đại học Oxford, 1971)
- Quadrille cho hổ, thơ (Mina Press, 1984)
- The Bird Gang, tiểu thuyết thiếu nhi (Heinemann Caribbean, 1990)
- Guyana ở ngã tư đường, phi hư cấu (Đại học Miami, 1992), với Denis Watson
- Báo cáo quốc gia của Jamaica về Hội nghị thế giới về môi trường (1992), đồng chủ biên
- Trà bạc hà và những câu chuyện khác (Heinemann, 1993, ISBN 978-0435989323
- Bài thơ All Things Bright & Quadrille for Tiger (Peepal Tree Press, 2010, ISBN 978-1845231729)